# 凱爾福德 (北卡羅萊納州)
凱爾福德（英語：Kelford）是一個位於美國北卡羅萊納州伯蒂縣的城鎮。

## 人口
根據2020年美國人口普查的數據，凱爾福德的面積為1.25平方千米，皆為陸地。當地共有人口203人，而人口密度為每平方千米162人。